# Pierella lamia
Pierella lamia är en fjärilsart som beskrevs av Sulzer 1776. Pierella lamia ingår i släktet Pierella och familjen praktfjärilar. Inga underarter finns listade i Catalogue of Life.

## Bildgalleri

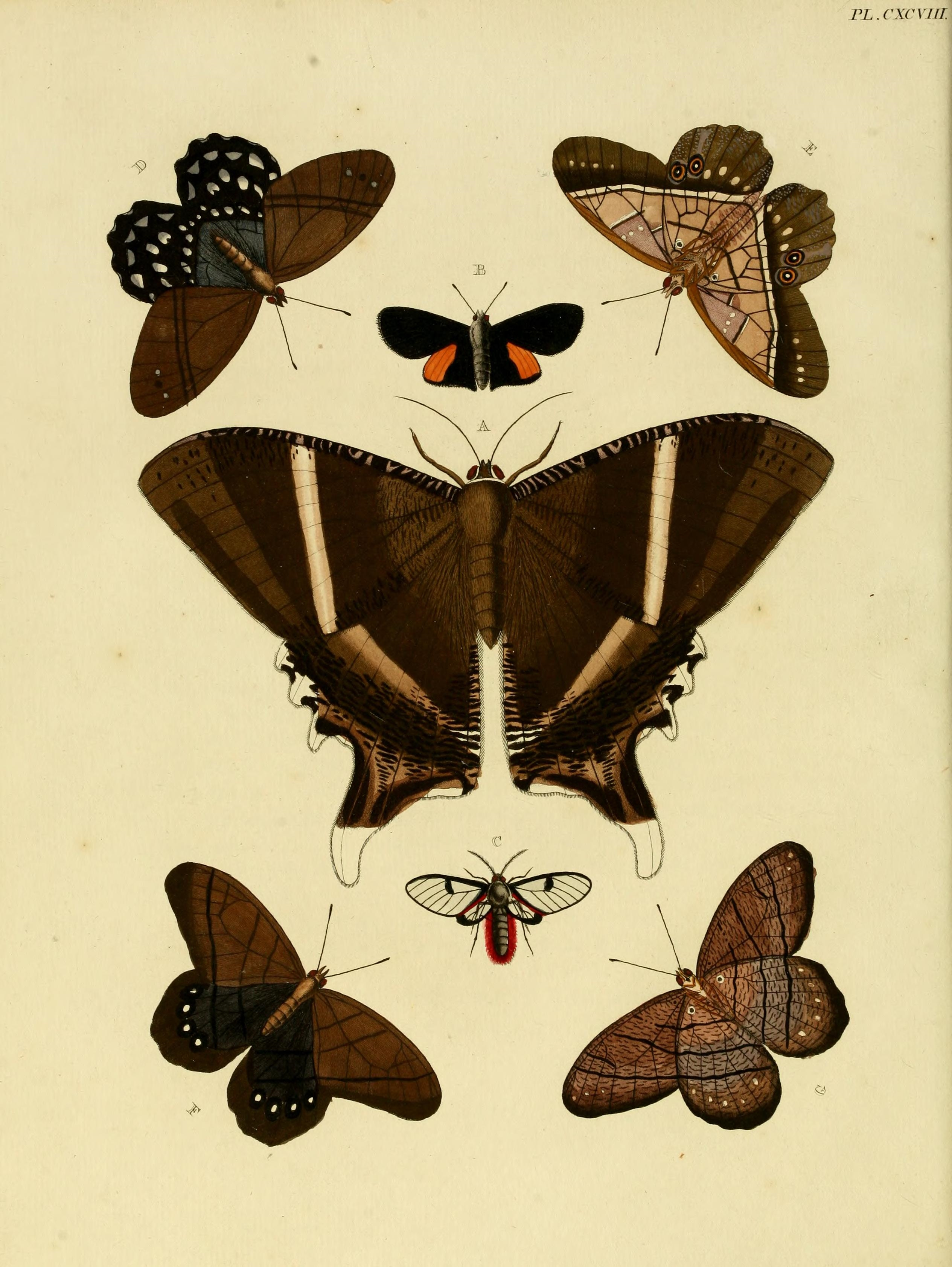
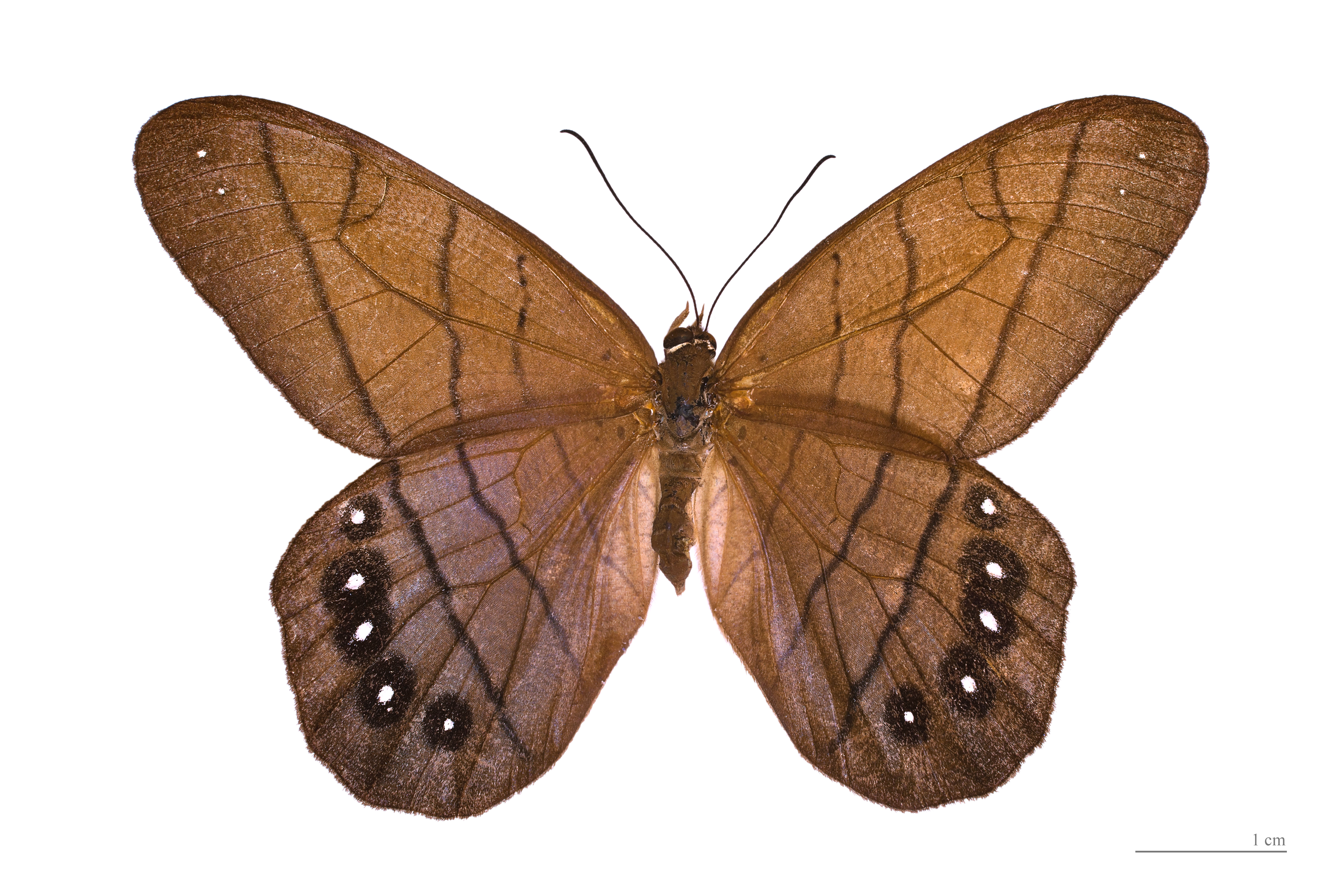
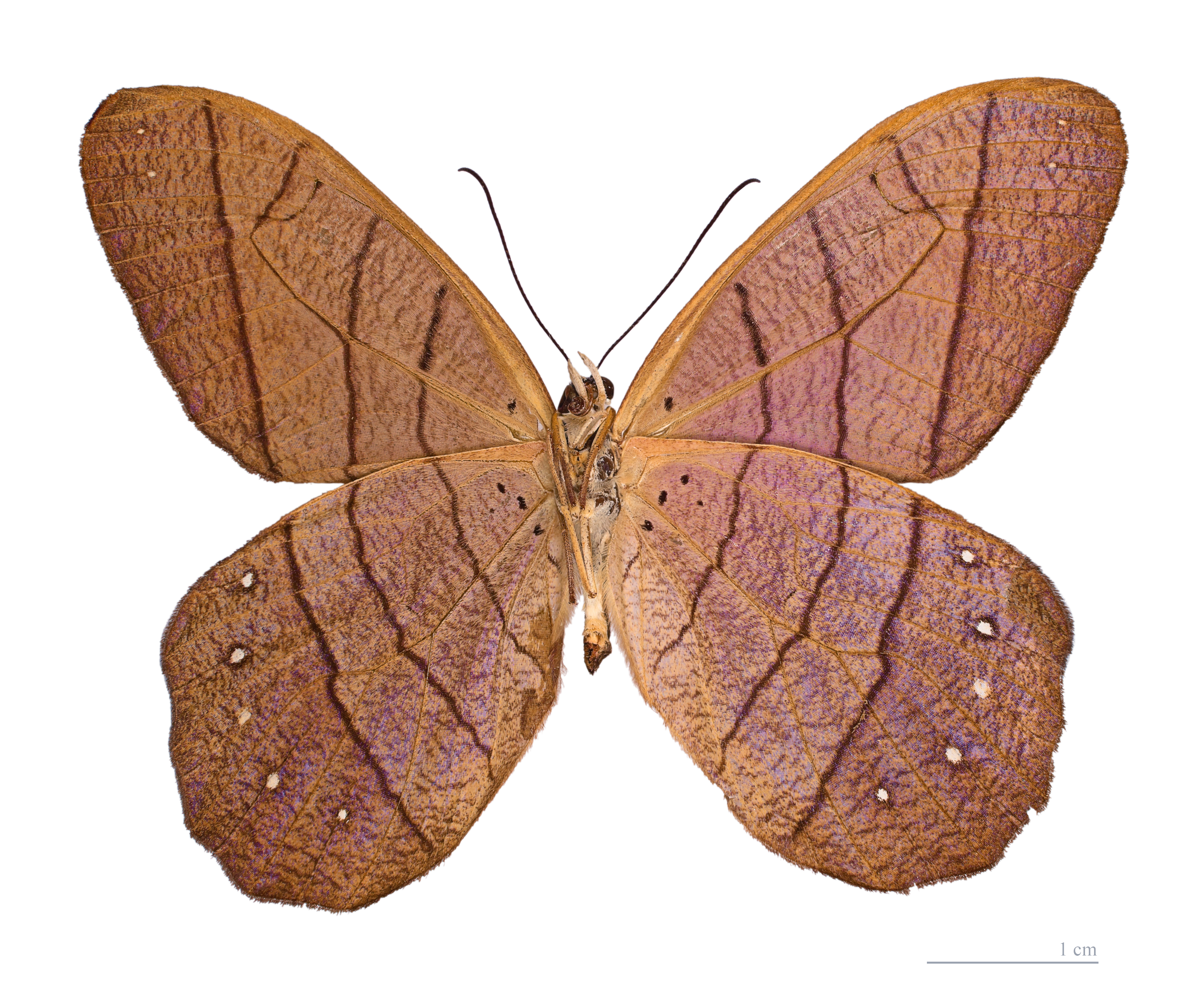